# NGC 3457
NGC 3457 este o galaxie eliptică situată în constelația Leul. A fost descoperită în 25 martie 1827 de către John Herschel. Se află la o distanță de 20,51 de megaparseci de Pământ.